# 16172 Jayaweera
16172 Jayaweera è un asteroide della fascia principale. Scoperto nel 2000, presenta un'orbita caratterizzata da un semiasse maggiore pari a 2,2995305 au e da un'eccentricità di 0,0904476, inclinata di 5,66549° rispetto all'eclittica.